# JR貨物UT14A形コンテナ
UT14A形コンテナ（UT14Aがたコンテナ）は、日本貨物鉄道（JR貨物）輸送用として籍を編入している20ft形の私有コンテナ（タンクコンテナ）である。

## 概要
本形式の数字部位 「 14 」は、コンテナの容積を元に決定される。また形式末尾のアルファベット一桁部位 「 A 」は、コンテナの使用用途（主たる目的）が 「 普通品（非危険品の輸送）」を表す記号として付与されている。

## 番台毎の概要

### 5000番代
5001-5006 クレハ所有、塩化ビニリデン樹脂専用

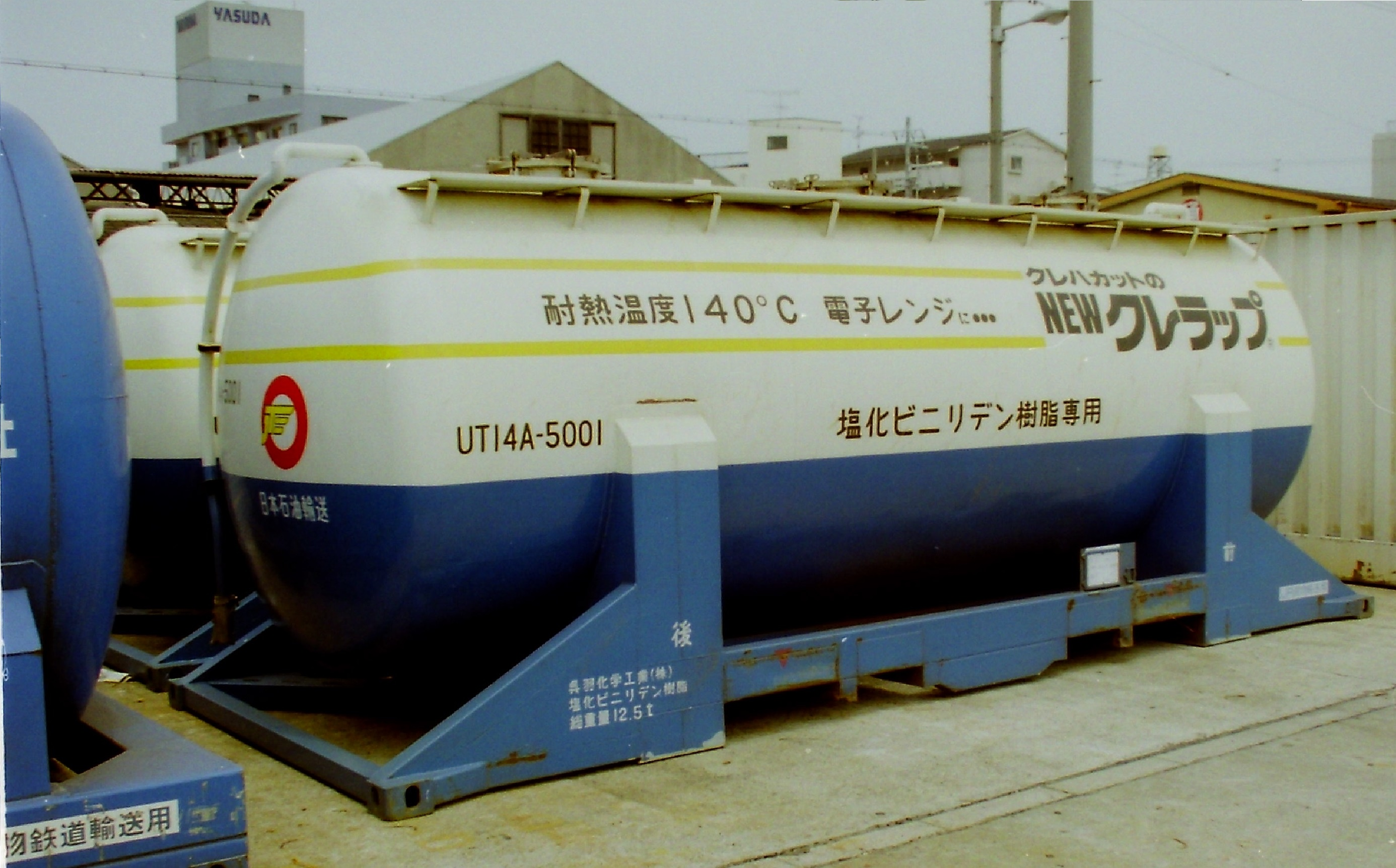
UT14A-5001

## 外部サイト
- コンテナの絵本
- コンテナ日和